# Tunnel du Grand-Saint-Bernard

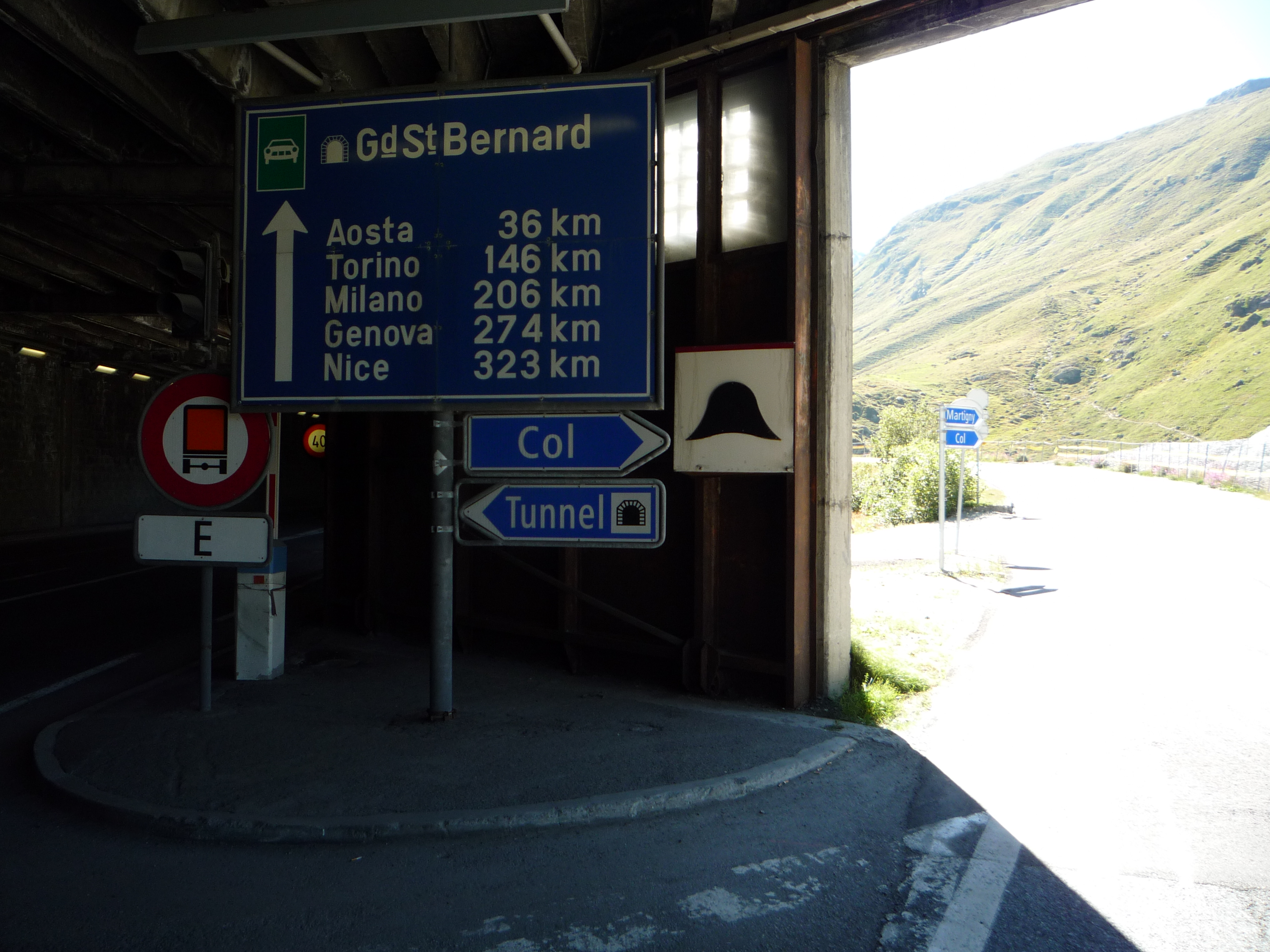
Panneaux de signalisation routière se trouvant à l'entrée du tunnel du Grand-Saint-Bernard, côté Suisse. Le panneau blanc avec une forme noire fait référence au chapeau de Napoléon, lors du franchissement du col du Grand-Saint-Bernard.

Le tunnel du Grand-Saint-Bernard est un tunnel routier italo-suisse qui relie Bourg-Saint-Pierre en Valais (Suisse) à Saint-Rhémy-en-Bosses, en Vallée d'Aoste (Italie). D'une longueur de 5 798 mètres, il fut ouvert au trafic le 19 mars 1964. Permettant d'éviter le col du même nom, il fut le premier tunnel à assurer un trafic routier transalpin durant toute l'année. Son portail nord est situé à 1 918 mètres d'altitude à Bourg-St-Bernard dans le val d'Entremont en Valais et son portail sud à 1 875 mètres d'altitude dans la vallée du Grand-St-Bernard en Vallée d'Aoste. Le tunnel est sur l’itinéraire de la route européenne 27. De Martigny (A9, A21) jusqu'au portail nord, l'E27 emprunte la route principale 21 ; du portail sud jusqu'à Saint-Léonard, elle emprunte la T2 (Traforo stradale del Gran San Bernardo) puis la route nationale 27 jusqu'à Aoste (E25, A5).

## Historique
Les travaux de construction ont débuté au printemps 1958 du côté italien et peu après du côté suisse. En moins de six ans, les deux entreprises concessionnaires suisse TGSB SA et italienne SITRASB SpA, auxquelles ont été confié la construction puis la gestion de cet important ouvrage, construisirent le tunnel proprement dit, les gares nord et sud, les routes d’accès sur chacun des versants. Dans chacune des deux gares sont installés les différents services de gestion des infrastructures ainsi que les postes de contrôles douaniers, de police et de pompiers.
Lors de l'ouverture, la gestion du tunnel fut répartie entre deux sociétés concessionnaires qui gèrent depuis lors chacune une moitié de tunnel.
- côté suisse : la TGSB SA (Tunnel du Grand-St-Bernard SA), constituée en 1958 à Martigny ;
- côté italien : la SITRASB S.p.A. (Società Italiana Traforo del Gran San Bernardo).

En automne 2010, débuta la construction d'une galerie de service et de sécurité pour un coût de l’ordre de 80 millions de francs suisses. À la suite d'une accumulation de problèmes et de manquements avérés, les travaux de construction furent suspendus pendant plus de deux ans, entre 2012 et 2015, du côté italien, par le maître d’œuvre SITRASB S.p.A., la société italienne du tunnel du Grand-Saint-Bernard. Après plusieurs procédures, les travaux reprirent. À partir de septembre 2016, les bureaux d’études mandatés pour mener à terme ce projet passèrent sous le contrôle de TGSB SA, la société suisse de Tunnel du Grand-Saint-Bernard. Les travaux devaient s’achever en avril 2019.

### Fermeture en 2017
Le 21 septembre 2017 vers 8 heures 30, une poutre soutenant la dalle de ventilation s’effondra dans le tunnel, sans faire de blessés. Une partie importante de la structure du plafond n’avait pas été rénovée depuis la construction en 1964 et aurait souffert du « cancer du béton ». Le tunnel fut fermé immédiatement à la circulation. Les autorités envisagèrent le jour même une fermeture au moins jusqu’au 8 octobre,, puis jusqu’à la mi-janvier 2018. Il était prévu de reconstruire la dalle de ventilation sur 127 mètres et de renforcer provisoirement pour deux ans les poutres sur 1 500 mètres. Outre les coûts des travaux et les pertes d’exploitation, cette fermeture était vue comme « un désastre pour l'économie régionale » selon le maire de Saint-Rhémy (à la sortie du tunnel côté italien, val d’Aoste). Finalement le tunnel rouvrit le 23 décembre 2017, après trois mois de travaux. Jusqu'au 1er janvier, le passage fut gratuit. La vitesse fut limitée à 60 km/h pendant environ 3 mois, jusqu'à ce que la galerie de sécurité soit pleinement opérationnelle ; les poids-lourds devaient circuler en alternance.

## Infrastructures
Dans chaque gare des portails nord et sud du tunnel sont installés les différents services de gestion des infrastructures, notamment les salles de contrôle, opérationnelles 24h/24h, gérant les installations et le trafic, ainsi que les péages et les postes de contrôles douaniers et de police. La frontière technique est à 2 936 mètres du portail nord en territoire suisse, soit environ à la moitié du tunnel, tandis que la frontière politique se trouve à 4 136 mètres du portail nord du tunnel.
L’accès au tunnel, sur l’itinéraire de la route européenne 27, se fait par des routes d’une largeur et d’une pente appropriées. À partir d’une certaine altitude, ces routes sont dotées de galeries couvertes de protection contre les intempéries et les avalanches. La route d’accès (T2) sur le versant italien a une longueur totale de 9 900 mètres dont 6 150 mètres sous galerie. Sur le versant suisse, la route d'accès (H21) est couverte (galerie et tunnel) sur une longueur de 5 770 mètres entre Bourg-Saint-Pierre et le tunnel proprement dit.

## Sécurité
La gestion du trafic routier et des installations est effectuée depuis les deux salles de commande situées aux entrées nord et sud du tunnel. En cas d’alarme, les équipes d’intervention d’urgence sont fonctionnelles 24 h/24 h et spécialement formées et entraînées.
De chaque côté sont disponibles un tonne-pompe et un véhicule léger spécialement conçus pour les interventions d'urgence dans le tunnel. Ceux-ci sont équipés d’appareils anti-feu et de premier secours. Les unités d'intervention disposent également d'équipements spécifiques (casque spécial, radio, caméra thermique, appareils respiratoires ARI).

## Trafic
Le nombre de passages annuels dans le tunnel s'est situé entre 300 000 et 400 000 jusqu’en 1970, puis il a évolué autour d’une moyenne de 550 000 jusqu’à la fin des années 1990. Il a atteint un pic d’un peu plus de 800 000 en 2001, est repassé sous la barre des 600 000 entre 2005 et 2010 pour augmenter à nouveau et atteindre 740 000 passages en 2016.
En 2017, il y a environ 2 000 passages par jour et 80 collaborateurs travaillent pour le tunnel.

## Péage
La traversée du tunnel est soumise à un péage. On peut acheter : un aller simple, un aller-retour (valable 30 jours), 10 passages (valables 2 ans) ou 20 passages (valables 2 ans).
Le péage se fait selon plusieurs catégories :
| Classe | Description |
| ------ | --- |
| A1     | Moto, moto avec side-car, moto avec remorque |
| A2     | Véhicules à 2 essieux ou plus dont la hauteur au droit de l'essieu avant est inférieure à 1,30 m et la hauteur totale du véhicule est inférieure ou égale à 2 m |
| B1     | Véhicules à 2 essieux ou plus dont la hauteur totale est supérieure à 2 m et inférieure ou égale à 3 m                                                          |
| B2 B3  | Camions et cars à 2 essieux dont la hauteur totale est supérieure à 3 m                                                                                         |
| 3A 3B  | Camions et cars à 3 essieux dont la hauteur totale est supérieure à 3 m                                                                                         |
| 4      | Véhicules à 4 essieux et plus dont la hauteur totale est supérieure à 3 m                                                                                       |

## Cinéma
Une séquence importante du film Sept Hommes en or a été tournée à l'entrée suisse du tunnel du Grand Saint-Bernard.